# Qinglong, Tongliang
Qinglong (kinesiska: 庆隆) är en köping i sydvästra Kina. Den ligger i stadsdistriktet Tongliang i storstadsområdet Chongqing,  omkring 49 kilometer nordväst om det centrala stadsdistriktet Yuzhong. Antalet invånare är 9 087. Befolkningen består av 4 539 kvinnor och 4 548 män. Barn under 15 år utgör 18,0 %, vuxna 15-64 år 64 %, och äldre över 65 år 17,0 %.